# Hemiaster expergitus
Hemiaster expergitus är en sjöborreart som beskrevs av Loven 1874. Hemiaster expergitus ingår i släktet Hemiaster och familjen Hemiasteridae. Inga underarter finns listade i Catalogue of Life.